# Jorat-Mézières
Jorat-Mézières är en kommun i distriktet Lavaux-Oron i kantonen Vaud, Schweiz. Kommunen har 3 177 invånare (2023).
Kommunen består av orterna Carrouge, Ferlens och Mézières. Dessa var tidigare självständiga kommuner, men 1 juli 2016 slogs de samman till den nya kommunen Jorat-Mézières.